# Henri Hardouin
Pour les articles homonymes, voir Hardouin, Ardouin et Arduin.
Henri Hardouin, né le 7 avril 1727 à Grandpré (Ardennes) où il est mort le 13 août 1808, est un compositeur français.

## Biographie
Il est né dans une famille relativement modeste à Grandpré en 1727,. Son père, Jean Hardouin, est maréchal-ferrant,. Sa mère est née Françoise Livrezeaune, une famille qui compte plusieurs hommes d'église.
Il est admis en 1735, à l'âge de 8 ans, comme enfant de chœur (enfant chantant dans le chœur) au sein de la maîtrise de la cathédrale de Reims, sur la base de son potentiel vocal,. Il y chante aux côtés des choristes adultes (professionnels à l'époque) tout en y recevant une solide formation musicale et générale. Les places sont rares dans cette maîtrise. Il y reçoit une formation aussi bien au plain-chant (ou chant grégorien) chanté sous ses diverses formes, qu'à la musique polyphonique et au contrepoint savant. Plus tard, il entre au séminaire et devient, en 1749, le maître de musique (on dirait aujourd'hui le « maître de chapelle », donc le chef de chœur et compositeur) de ce chœur fondé à la fin du XIIIe siècle (1285). Prêtre en 1751, il est reçu chanoine, au sein du chapitre, en 1776, ce qui lui permet de bénéficier d'une prébende canoniale et de participer aux délibérations.
De 1749 à 1773, il dirige également la nouvelle Académie de musique de la ville (association municipale de concerts et d'enseignement), installée dans un lieu attenant à la mairie. Les concerts y sont hebdomadaires. Très attaché à la liturgie, Henri Hardouin démissionne de cette position en 1773, en désaccord avec la place de plus en plus grande accordée à la musique profane.
Lorsque la Révolution disperse les chapitres ecclésiastiques, en novembre 1790, il perd ses fonctions, mais tente, sans succès, de reconstituer cette maîtrise dès 1794, après la Chute de Robespierre, la fin de la Terreur, et le rétablissement de la liberté des cultes.
Il se retire à Grandpré en 1801. En juillet-août de la même année, un Concordat, conclu entre Bonaparte et la papauté, rétablit la religion catholique en France et permet une renaissance progressive des maîtrises.
Henri Hardouin est mort à Grandpré, le 13 août 1808. Il a été inhumé dans l'église paroissiale où, par la suite, deux plaques commémoratives sont posées.

## Œuvres
Avant son départ, il cède ses manuscrits à la cathédrale de Reims. Malgré les destructions, il subsiste actuellement un corpus d'environ 400 pièces.
Il écrit 18 Leçons de Ténèbres, 46 messes (avec ou sans accompagnement), des proses (ou séquences), des hymnes liturgiques, des motets et des psaumes.
Il publie Six messes à 4 voix sans accompagnement (Reims, 1772) et collabore en 1775, avec François Giroust et François Rebel, à la Messe solennelle pour le sacre de Louis XVI. Ses œuvres sont jouées à Lyon : certaines sont jouées en 1759-1760 par l'Académie du Concert (située au Palais des Arts, sur la place des Terreaux près de l'Hôtel de Ville). On entend également sa musique au Concert Spirituel de Paris (1765).
Henri Hardouin écrit des ouvrages pédagogiques dont une Méthode nouvelle pour apprendre le plain-chant (Charleville, 1762, 3e éd. en 1790, rééditée jusqu'en 1828).
Il est aussi l'auteur d'un Bréviaire de Reims (1759).
Sa production musicale fait l'objet d'un travail de restitution, effectué sous la direction de Jean-Luc Gester, dans le cadre de son enseignement au département de musique de l'Université de Reims.

### Bibliographique
Ouvrages
- [1872]  Charles Cerf (d), Maîtrise de l'église métropolitaine de Reims, et M. l'abbé Hardouin, Reims : Geoffroy & Cie, 1872, pp.14-20 lire en ligne sur Gallica.
- [1934] Jean Leflon, Henri Hardouin, et la musique du chapitre de Reims au XVIIIe siècle, Reims, Matot / FeniXX (réimpr. 2020) (1re éd. 1934), 123 p., 23 cm (ISBN 978-2-3070-5429-0, OCLC 12758568, BNF 32365140, SUDOC 028092198, présentation en ligne, lire en ligne sur Gallica ).
- [1979]  Marc Honegger, Dictionnaire de la musique, Paris, Bordas, 1979.
- [2017]  (en) Jean-Paul Montagnier, The Polyphonic Mass in France, 1600-1780: The Evidence of the Printed Choirbooks, Cambridge, Cambridge University Press, 2017.

Articles
- [2005]  « Les Musiciens d'église en 1790. Premier état d'une enquête sur un groupe professionnel », Annales historiques de la Révolution française, no 2, Centre d'histoire « Espaces et cultures » (CHEC), université Blaise-Pascal, Clermont-Ferrand, 2005, p. 57-82 (article rédigé par Stéphane Gomis, Frédérique Longin, Laurent Borne, Grégory Goudot et Bernard Dompnier, membres du « Groupe de prosopographie des musiciens » de l'Université de Clermont-Ferrand). Travail sur la série « D XIX » (90, 91 et 92) des Archives nationales.
- [2010]  François Turellier, « Les orgues et les organistes de la cathédrale Sainte-Croix d'Orléans. Leur place à l'église et dans la ville, des origines jusqu'aux travaux d'Aristide Cavaillé-Coll », L'Orgue, revue trimestrielle publiée par l'Association des Amis de l'Orgue en coédition avec Symétrie, no 291, Versailles, Lyon, 2010-III, p. 3–33 (p. 21–23).